# سيدي الأمين
 سيدي لامين (بالإنجليزية: SIDI LAMINE)‏ هي جماعة قروية تابعة لإقليم خنيفرة ضمن جهة بني ملال خنيفرة بالمغرب. بلغ مجموع عدد سكان  سيدي لامين  حسب إحصاءات 2004 حوالي 16340 نسمة يعيشون في 3134 أسرة، يبعد مركز الجماعة عن مدينة خنيفرة ب37كلم ويبعد عن مدينة أبي الجعد ب 56كلم على الطريق الوطنية 710 الرابطة بين المدينتين السالفتين الذكر. تضم الجماعة الترابية مركزين شبه حضريين هما كاف النسور وسيدي بوعباد بالإضافة لللعديد من الدواوير تخترق المجال الترابي شبكة مائية مهمة تتجلى في واد كرو وواد أبرقي وبحيرة تيسكرام....

## دواوير الجماعة
تضم الجماعة بالإضافة لمركزي كاف النسور وسيدي بوعباد العديد من الدواوير ايت بوحدو ايت عمو عيسى ايت لحسن ايزوماغن سرفان اهبَّار العيون بورحي بويكوردان الحلاحيل ايت ميمون....لذا فقد ساهم العدد الكبير للدواوير في رفع عدد الوائر الانتخابية.